# Miðfjörður (Húnaflói)
Der Miðfjörður ist ein Nebenfjord des Húnaflói im Nordwesten von Island.
Der Miðfjörður ist etwa 3,5 km breit und reicht 14 km ins Land.
Nach Westen trennt ihn die Landzunge Heggstaðanes vom Hrútafjörður ab.
An seinem Ostufer liegt der Ort Hvammstangi auf der Halbinsel Vatnsnes.
In den Fjord mündet die Miðfjarðará nach 40 km.
Diese entspringt nördlich der Arnarvatnsheiði.
Im Süden nähret sich die Ringstraße  bis auf 1 km an den Fjord.
Am Ostufer verläuft die Hauptstraße Hvammstangavegur  bis zu dem Ort.
Im weiteren Verlauf nach Norden wird sie zur Nebenstraße Vatnsnesvegur  um die Halbinsel.
Der Heggstaðanesvegur , ebenfalls eine Nebenstraße, erschließt den südlichen Teil der westlichen Halbinsel.
Der bekannteste Hof im Miðfjörður ist Bjarg, der Geburtsort des Sagahelden Grettir.
Kirchen befinden sich auf den Höfen Melstaður, Staðarbakki und Efri-Núpur.